# Ніколас Федор
Ніколас Ладіслао Федор Флорес (ісп. Nicolás Ladislao Fedor Flores; 19 серпня 1985, Каракас) — венесуельський футболіст угорського походження, нападник іспанського клубу «Депортіво» (Ла-Корунья). Виступав у складі національної збірної Венесуели.
Його батько — угорець, а мати — венесуелка. Своє прізвисько Міку він дістав від угорського імені Міклош.

## Кар'єра

### Клубна
Свою футбольну кар'єру Ніколас починав у три роки у венесуельському клубі «Санто Томас Вільянуева». У липні 2001 року він перейшов до «Валенсії». Спочатку виступав за молодіжну команду, потім його перевели до основної. Від 2004 до 2006 року його кожного року віддавали в оренду, до клубів «Алькояно», «Саламанка» і «Сьюдад де Мурсія». 2007 року Федор грав за «Валенсію Б», а від 2007 до 2009 знову був в оренді в «Хімнастіку» і «Саламанці». Сезон 2009—2010 Ніколас почав у «Валенсії». У перших матчах він потрапляв у запас, потім 4 жовтня у матчі 6-го туру дебютував у Ла-Лізі, в зустрічі проти «Расінга». Потім він зіграв ще один матч, а в січні на правах вільного агента пішов до «Хетафе».

### У збірній
У складі національної збірної Венесуели Федор дебютував 16 серпня 2006 року в товариському матчі з командою Гондурасу. У відбірному турнірі на чемпіонат світу 2010 року він зіграв 6 матчів і забив 3 голи. На Кубку Америки-2011 Ніколас взяв участь у всіх шести матчах і забив 1 гол.

## Статистика виступів

### За клуб
Станом на матч, що відбувся 31 серпня 2019
| Клуб                   | Сезон              | Ліга                      | Ліга | Ліга | Кубок | Кубок | Європа | Європа | Інші | Інші | Загалом | Загалом |
| Клуб                   | Сезон              | Дивізіон                  | Ігри | Голи | Ігри  | Голи  | Ігри   | Голи   | Ігри | Голи | Ігри    | Голи    |
| ---------------------- | ------------------ | ------------------------- | ---- | ---- | ----- | ----- | ------ | ------ | ---- | ---- | ------- | ------- |
| Алькояно (оренда)      | 2006—2007          | Сегунда Дивізіон Б        | 21   | 5    | 0     | 0     | —      | —      | —    | —    | 21      | 5       |
| Саламанка (оренда)     | 2005—2006          | Сегунда Дивізіон Б        | 36   | 18   | 1     | 0     | —      | —      | 4    | 2    | 41      | 20      |
| Сьюдад Мурсія (оренда) | 2006—2007          | Сегунда Дивізіон          | 8    | 0    | 1     | 0     | —      | —      | —    | —    | 9       | 0       |
| Валенсія Б             | 2006—2007          | Сегунда Дивізіон Б        | 15   | 1    | —     | —     | —      | —      | —    | —    | 15      | 1       |
| Хімнастік (оренда)     | 2007—2008          | Сегунда Дивізіон          | 29   | 2    | 1     | 0     | —      | —      | —    | —    | 30      | 2       |
| Саламанка (оренда)     | 2008—2009          | Сегунда Дивізіон          | 37   | 15   | 2     | 1     | —      | —      | —    | —    | 39      | 16      |
| Валенсія               | 2009—2010          | Ла-Ліга                   | 2    | 0    | 2     | 0     | 3      | 3      | —    | —    | 7       | 3       |
| Хетафе                 | 2009—202010        | Ла-Ліга                   | 16   | 5    | 4     | 1     | —      | —      | —    | —    | 20      | 6       |
| Хетафе                 | 2010—2011          | Ла-Ліга                   | 31   | 7    | 3     | 1     | 7      | 0      | —    | —    | 41      | 8       |
| Хетафе                 | 2011—2012          | Ла-Ліга                   | 38   | 12   | 2     | 0     | —      | —      | —    | —    | 40      | 12      |
| Хетафе                 | 2012—2013          | Ла-Ліга                   | 2    | 0    | 0     | 0     | —      | —      | —    | —    | 2       | 0       |
| Хетафе                 | 2013—2014          | Ла-Ліга                   | 5    | 2    | 0     | 0     | —      | —      | —    | —    | 5       | 2       |
| Хетафе                 | Загалом            | Загалом                   | 92   | 26   | 9     | 2     | 7      | 0      | —    | —    | 108     | 28      |
| Селтік (оренда)        | 2012—2013          | Прем'єршип (Шотландія)    | 11   | 2    | 1     | 0     | —      | —      | 2    | 0    | 14      | 2       |
| Аль-Гарафа             | 2013—2014          | Ліга зірок Катару         | 15   | 5    | 0     | 0     | —      | —      | —    | —    | 15      | 5       |
| Аль-Гарафа             | 2014—2015          | Ліга зірок Катару         | 10   | 1    | 0     | 0     | —      | —      | —    | —    | 10      | 1       |
| Аль-Гарафа             | Загалом            | Загалом                   | 25   | 6    | 0     | 0     | —      | —      | —    | —    | 25      | 6       |
| Райо Вальєкано         | 2014—202015        | Ла-Ліга                   | 7    | 2    | 0     | 0     | —      | —      | —    | —    | 7       | 2       |
| Райо Вальєкано         | 2015—202016        | Ла-Ліга                   | 22   | 9    | 2     | 0     | —      | —      | —    | —    | 24      | 9       |
| Райо Вальєкано         | 2016—2017          | Сегунда Дивізіон          | 14   | 2    | 1     | 0     | —      | —      | —    | —    | 15      | 2       |
| Райо Вальєкано         | Загалом            | Загалом                   | 43   | 13   | 3     | 0     | —      | —      | —    | —    | 46      | 13      |
| Бенгалуру              | 2017—2018          | Індійська суперліга       | 20   | 15   | 4     | 5     | —      | —      | —    | —    | 24      | 20      |
| Бенгалуру              | 2018—2019          | Індійська суперліга       | 12   | 5    | 1     | 0     |        |        |      |      | 13      | 5       |
| Омонія                 | 2019—2020          | Чемпіонат Кіпру з футболу | 2    | 0    | 0     | 0     | —      | —      | —    | —    | 2       | 0       |
| Загалом за кар'єру     | Загалом за кар'єру | Загалом за кар'єру        | 353  | 108  | 25    | 8     | 10     | 3      | 6    | 2    | 394     | 121     |

1. 1 2  Ігри в плей-оф за підвищення в класі
2. 1 2  Ігри в Лізі Європи

## Досягнення
Венесуела
- Срібний призер Ігор Центральної Америки та Карибського басейну: 2006

Селтік
- Чемпіон Шотландії: 2012-13
- Володар Кубка Шотландії: 2012-13

Бенгалуру
- Переможець Індійської Суперліги: 2018-19
- Володар Суперк Кубка: 2018